# 2015-ös magyarországi meteoresemény
A 2015-ös magyarországi meteoresemény április 6-án, húsvéthétfőn 19:30 perckor történt, Magyarország északi része felett, Borsod-Abaúj-Zemplén megye térségében. A meteor Miskolc közelében, a számítások szerint Lillafüredtől nyugatra, a Garadna-patak völgye felett robbanhatott föl, ezt az erős fényjelenségen kívül két, robbanásszerű hanghatás is követte. A hanghatást csak Miskolc környékén, mintegy 30-40 másodperccel a látványt követően észlelték, ami a hang terjedési sebessége alapján arra enged következtetni, hogy a robbanás mintegy 10 kilométeres magasságban következett be. A robbanással járó fényjelenséget és az utána maradó kondenzcsíkot az ország területéről és például Kassáról is többen látták és lefotózták. A legtávolabbi észlelések a Győr-Moson-Sopron megyei Farádról és Páliból érkeztek.
Az esemény keltette hullámokat négy földrengésjelző állomás is érzékelte: a Vác melletti Pencen, a szlovák-magyar határon lévő Szilicén, illetve az Alföldön Létavértesen és Ambrózfalván .
Mivel a meteor fényessége a légkörbe érve meghaladta a -5 magnitúdót, ezért tűzgömbnek kell nevezni. A robbanás által okozott hanghatás érzékelhető volt a földfelszínen is, ami miatt ezt az égitestet bolidának hívjuk.